# Andreas Siljestrom
Andreas Siljestrom (n. Estocolmo, Suecia; 21 de julio de 1981) es un tenista profesional sueco. Se especializa en dobles.

## Carrera
Andreas Siljestrom comenzó a jugar al tenis a los ocho años. Habla inglés, sueco, alemán y checo. Su padre se llama Anders y es ingeniero nuclear, su madre, Dana es arquitecta y su hermana, Ann-Kristin es una estudiante. Sus superficies favoritas son la hierba y las pista de tierra batida cubiertas. Sus tiros favoritas son el saque y la volea. Sus torneos favoritos son Estocolmo, Bastad y el US Open. Sus ídolos fueron Stefan Edberg y Pete Sampras. Sus pasatiempos incluyen ver deportes y socializar con los amigos. Si no fuera jugador de tenis probablemente "trabajaría en las finanzas". Admite que es hincha del Barcelona y del AC Milan. El objetivo de Andreas es "llegar al Top 10 y ser el mejor". Es entrenado por Justen Miller.
Su ranking individual más alto logrado en el ranking mundial ATP, fue el n.º 964 el 8 de marzo de 2010. Mientras que en dobles alcanzó el puesto n.º 57 el 14 de mayo de 2012.
Hasta el momento ha obtenido 11 títulos de la categoría ATP Challenger Series, todos ellos en modalidad de dobles.

### 2014
A inicio de julio ganó su duodécimo títulos de la categoría ATP Challenger Series como doblista. En el torneo alemán Challenger de Braunschweig 2014 disputado en pistas de tierra batida y junto al eslovaco Igor Zelenay como compañero, derrotaron en la final a la pareja formada por el australiano Rameez Junaid y el eslovaco Michal Mertiňák por 7-5, 6-4.

## Títulos ATP (0; 0+0)

### Dobles (0)
| Leyenda                       |
| Grand Slam (0)                |
| ATP World Tour Final (0)      |
| ATP Masters 1000 (0)          |
| ATP World Tour 500 series (0) |
| ATP World Tour 250 series (0) |

#### Finalista (3)
| N.º | Fecha               | Torneo   | Superficie    | Pareja          | Oponentes en la final           | Resultado        |
| --- | ------------------- | -------- | ------------- | --------------- | ------------------------------- | ---------------- |
| 1.  | 17 de julio de 2011 | Bastad   | Tierra batida | Simon Aspelin   | Horia Tecau Robert Lindstedt    | 3-6, 3-6         |
| 2.  | 6 de mayo de 2012   | Belgrado | Tierra batida | Martin Emmrich  | Jonathan Erlich Andy Ram        | 6-4, 2-6, [6-10] |
| 3.  | 7 de agosto de 2016 | Atlanta  | Dura          | Johan Brunström | Andrés Molteni Horacio Zeballos | 6-7(2), 4-6      |

## Challenger

### Dobles

#### Títulos
| N.º | Fecha      | Torneo                         | Superficie        | Pareja          | Oponente en la final                     | Resultado        |
| --- | ---------- | ------------------------------ | ----------------- | --------------- | ---------------------------------------- | ---------------- |
| 1.  | 02.11.2009 | Challenger de Charlottesville  | Dura (i)          | Martin Emmrich  | Dominic Inglot Rylan Rizza               | 6-4, 3-6, 11-9   |
| 2.  | 09.11.2009 | Challenger de Knoxville        | Dura (i)          | Martin Emmrich  | Raven Klaasen Izak van der Merwe         | 7-5, 6-4         |
| 3.  | 03.04.2011 | Challenger de Saint-Brieuc (1) | Tierra batida (i) | Tomasz Bednarek | Grégoire Burquier Romain Jouan           | 6-4, 6-74, 14-12 |
| 4.  | 03.04.2011 | Challenger de Braunschweig     | Tierra batida     | Martin Emmrich  | Olivier Charroin Stéphane Robert         | 0-6, 6-4, 10-7   |
| 5.  | 16.10.2011 | Challenger de Rennes           | Dura (i)          | Martin Emmrich  | Kenny de Schepper Édouard Roger-Vasselin | 6-4, 6-4         |
| 6.  | 26.11.2011 | Challenger de Helsinki         | Dura              | Martin Emmrich  | James Cerretani Michal Mertiňák          | 6-4, 6-4         |
| 7.  | 07.04.2012 | Challenger de Tallahassee      | Dura              | Martin Emmrich  | Artem Sitak Blake Strode                 | 6-2, 7-64        |
| 8.  | 24.11.2012 | Challenger de Siberia          | Dura              | Ivo Klec        | Konstantin Kravchuk Denys Molchanov      | 6-3, 6-2         |
| 9.  | 01.04.2013 | Challenger de Saint-Brieuc (2) | Dura              | Tomasz Bednarek | Jesse Huta Galung Konstantin Kravchuk    | 6-3, 4-6, 10-7   |
| 10. | 09.11.2013 | Challenger de Bratislava       | Dura (i)          | Henri Kontinen  | Gero Kretschmer Jan-Lennard Struff       | 7-66, -6-2       |
| 11. | 23.11.2013 | Challenger de Andría           | Dura (i)          | Philipp Oswald  | Alessandro Motti Goran Tošić             | 6-2, 6-3         |
| 12. | 05.07.2014 | Challenger de Braunschweig     | Tierra            | Igor Zelenay    | Rameez Junaid Michal Mertiňák            | 7-5, 6-4         |